# Oksana Schwez
Oksana Oleksandriwna Schwez (ukrainisch Оксана Олександрівна Швець; * 10. Februar 1955 in Kiew; † 17. März 2022 ebenda) war eine ukrainische Schauspielerin. Sie wirkte von 1980 bis 2022 am Kiewer nationalen akademischen Jugendtheater (ukrainisch Київський національний академічний Молодий театр) und spielte außerdem an anderen Theatern, in Film und Fernsehen. Der Titel „Verdiente Künstlerin der Ukraine“ wurde ihr 1996 verliehen.

## Leben
Oksana Schwez wurde in Kiew geboren. Sie war 1975 Absolventin des  Theaterstudios am Iwan-Franko-Theater und studierte weiter an der Fakultät für Theater an der I. K. Karpenko-Kary-Akademie für Theater. Sie arbeitete am Theater in Ternopil und am Satire-Theater Kiew. Seit der Gründung 1980 bis zu ihrem Tod arbeitete sie als Ensemblemitglied des Kiewer nationalen akademischen Jugendtheaters. Sie spielte in Filmen wie Завтра буде завтра (Morgen wird morgen), Таємниця Святого Патріка (Das Geheimnis von St. Patrick), und in Serien wie Дім з ліліями (Haus mit Lilien) und Повернення Мухтара (Muchtar kehrt zurück). 1996 wurde ihr der Titel Verdiente Künstlerin der Ukraine verliehen.
Schwez starb bei einem Raketenangriff auf ihr Wohnhaus in Kiew während der Kämpfe um Kiew in der Folge des russischen Überfalls auf die Ukraine 2022.